# Lubomír Skřivánek
 Lubomír Skřivánek  (17. ledna 1933, Lučenec – 27. října 1994, Brno) byl český sochař, malíř a profesor výtvarné výchovy a češtiny.

## Životopis
Narodil v Lučenci, odkud se následně v roce 1939 s rodiči odstěhoval do Koválovic u Pozořic. Po maturitě na klasickém gymnáziu v Brně v roce 1958 vystudoval Vyšší pedagogickou školu v Brně a ve výtvarných studiích pokračoval na katedře dějin umění a výtvarné výchovy filozofické fakulty Univerzity Jana Evangelisty Purkyně u profesora Bohdana Laciny. Takto v roce 1971 ukončil jako středoškolský profesor kreslení. Většinu svého života prožil v Brně, kde působil jako pedagog. V roce 1991 přijal nabídku na místo ředitele na základní škole Stará v Brně, kde si mezi žáky i rodiči vydobyl značný respekt. Zemřel 27. října 1994 v Brně.

## Dílo
V prvotním období hledání výtvarného výrazu se zaměřil především na kresbu a malbu olejem a temperou, neboť technika akvarelu mu nepřipadala dostatečně razantní. Jeho rané práce svědčily o vzrůstající zálibě v ladném rytmu pohybových linií, probíhajících lyricky pojímanými krajinami i postavami a křehkými přírodními útvary. Začal také důsledně dávat přednost vegetativním liniím před geometrickými prvky. Inspiraci v přírodních motivech přebíraly následně i jeho práce figurální. Ukázal se zde vliv profesora Bohdana Laciny a začala se projevovat jistota tvarové kompozice i samozřejmost v rozvržení bezpečně zvládnuté plochy, tak charakteristická pro jeho pozdější reliéf.
Později u něj došlo k prolínání reálných prvků s imaginativními a jeho zájem se obrátil k problému plasticity a objemovosti. Proto přišly práce v kombinovaných technikách. V této fázi se začal zabývat vrstvením různobarevných materiálů, především mořené lepenky, překližky a papíru, zkoumáním možností jejich vzájemného průniku i kombinováním různých technik narušení a dotváření povrchů zkoumaného materiálu za použití poměrně střídmé barevné škály.
Vedle přísně konstruovaných kompozic vznikaly i menší díla upoutávající osobitou poetikou, jež byla výsledkem umělcova intelektu a jeho sklonu vymýšlet si. Tato schopnost hrát si se v průběhu dalšího uměleckého rozvoje umocnila. Vedle soustředěné meditace bylo možno nalézt v jeho pracích i výsledky momentálních impulzů. Tuto spontánní tvorbu vystřídal s exaktně vypracovanými projekty, pro něž konečně nalezl ideální materiál, k němuž od počátku bytostně tíhnul. Hluboký zájem o výrazové možnosti dřeva jej vedl od roku 1982 k drobným reliéfům a plastikám a současně i k rozsáhlejším sochařským realizacím. Byl inspirován nejen přírodními motivy, ale také tzv. novou hudbou. Zůstal neustále ironickým skeptikem a současně pozorovatelem života.
Kromě abstraktních motivů nacházíme v jeho tvorbě také díla klasická, například v podobě busty T. G. Masaryka z umělého kamene. Památník dodnes stojí ve vesnici Březolupy poblíž Zlína a pravidelně slouží k uctívání památky u příležitosti Dne vzniku samostatného československého státu. Tato umělcova pocta významnému českému prezidentovi vznikla v období 1991–1992.

## Tvorba

### Poslední dílo – Kříž
V roce 1993, asi rok před smrtí, se začal intenzívně zajímat o duchovní věci, aniž by cokoliv nasvědčovalo jeho blízkému konci. Za života byl totiž velkým kritikem církve. Poslední dílo – Kříž tak symbolizoval jeho vnitřní obrat k Bohu na samém sklonku života. Byl velkým obdivovatelem Henryho Moora, a jeden z jeho principů aplikoval i na tento zvláštní kříž. Jedná se o princip objektů, které se téměř dotýkají, ale nikdy se nedotknou, a proto mezi nimi vzniká silné napětí. V centru kříže by mělo docházet ke kumulaci pozitivní energie. Dílo je zápasem o nalezení duchovního základu člověka – od přírody, tělesnosti až k návratu k symbolu vtěleného Boha.

### Vybrané dřevěné plastiky
- Klaunovo zátiší, lípa, 34 cm
- Hirošima, jilm, 140 cm
- Tanec, diptych, borovice, reliéf, 27,5 × 37 cm
- Píseň ženy II, lípa, reliéf 15 × 40 cm
- Ptačí strom, buk, reliéf 26 × 50 cm
- Idol aneb filozofie protikladu, lípa, 30 cm
- Píseň I, smrk, reliéf, 17 × 59 cm
- Velké klíčení, lípa, 177 cm
- Klíčení, lípa, 52 cm
- Ze života hmyzu I, švestka, 60 cm
- Pomona, ořech, 90 cm
- Polyfémovo oko, jasan, 50 cm
- Polyfonie I, borovice, reliéf, 36 × 36 cm
- Rytmus, modřín, reliéf, 20 × 60 cm
- Motýlení, borovice, reliéf, 35,5 × 38 cm
- Rekviem za padlé, smrk, reliéf, 33 × 37 cm
- Paridův soud, lípa, 202 cm
- Destrukce osobnosti, švestka, 59 cm
- Vesmír, smrk, reliéf, 35,5 × 35 cm
- Šílený harmonikář, buk, reliéf, 32 × 40 cm
- Orchestrion, borovice, reliéf, 35 × 38 cm
- Ležící, borovice, reliéf, 66 × 20,5 cm
- Konjunkce, buk, 70 cm
- Mechanismus vášně, borovice, reliéf, 32 × 40 cm
- Jako dva holoubci, borovice, reliéf, 47 × 52 cm
- Město v zeleni, smrk a borovice, reliéf, 120 × 80 cm
- Živé vertikály, švestka, 50 cm
- Rej, borovice, reliéf, 42 × 66 cm
- Pryč s válkou!, modřín, 120 cm
- Ženy, lípa, 50 cm
- Kreutzerova sonáta, borovice, 29 × 35 cm
- Cesta ke štěstí, buk, reliéf, 40 × 45 cm
- Torzo, borovice, reliéf, 31,5 × 45,5 cm
- Smuteční píseň, smrk, reliéf, 40 × 38 cm
- Podivný sen, lípa, 55 cm
- Smutná píseň, smrk, 40 × 37 cm
- Paličkované dřevo, borovice, 40 × 35 cm
- Mimozemšťan, lípa, 40 cm
- Kříž, dřevo, 60 × 38 cm

### Výstavy
- 1965 – Bystřice nad Pernštejnem
- 1965 – Žďár nad Sázavou
- 1966 – Brno
- 1967 – Olešnice na Moravě
- 1982 – Brno
- 1982 – Ochoz u Brna
- 1984 – Brno
- 1984 – Strážnice na Moravě
- 1985 – Slušovice
- 1985 – Dubňany
- 1986 – Brno
- 1986 – Letovice
- 1987 – Lázně Jeseník
- 1988 – Lázně Jeseník
- 1989 – Brno (13. 10.)
- 1989 – Náměšť nad Oslavou
- 1989 – Turčianské Teplice